# Lago Mono
O lago Mono (em inglês:  Mono Lake) é um lago alcalino e super salgado no estado da Califórnia, Estados Unidos. O lago serve como refúgio para espécies de aves e é um dos sistemas ecológicos mais produtivos da América do Norte. Tem área de 182,65 km²
A ausência de emissários provoca um alto nível de sais que se acumulam no lago. Estes sais também fazem que a água do lago seja alcalina. Tem também altos níveis de arsénio.

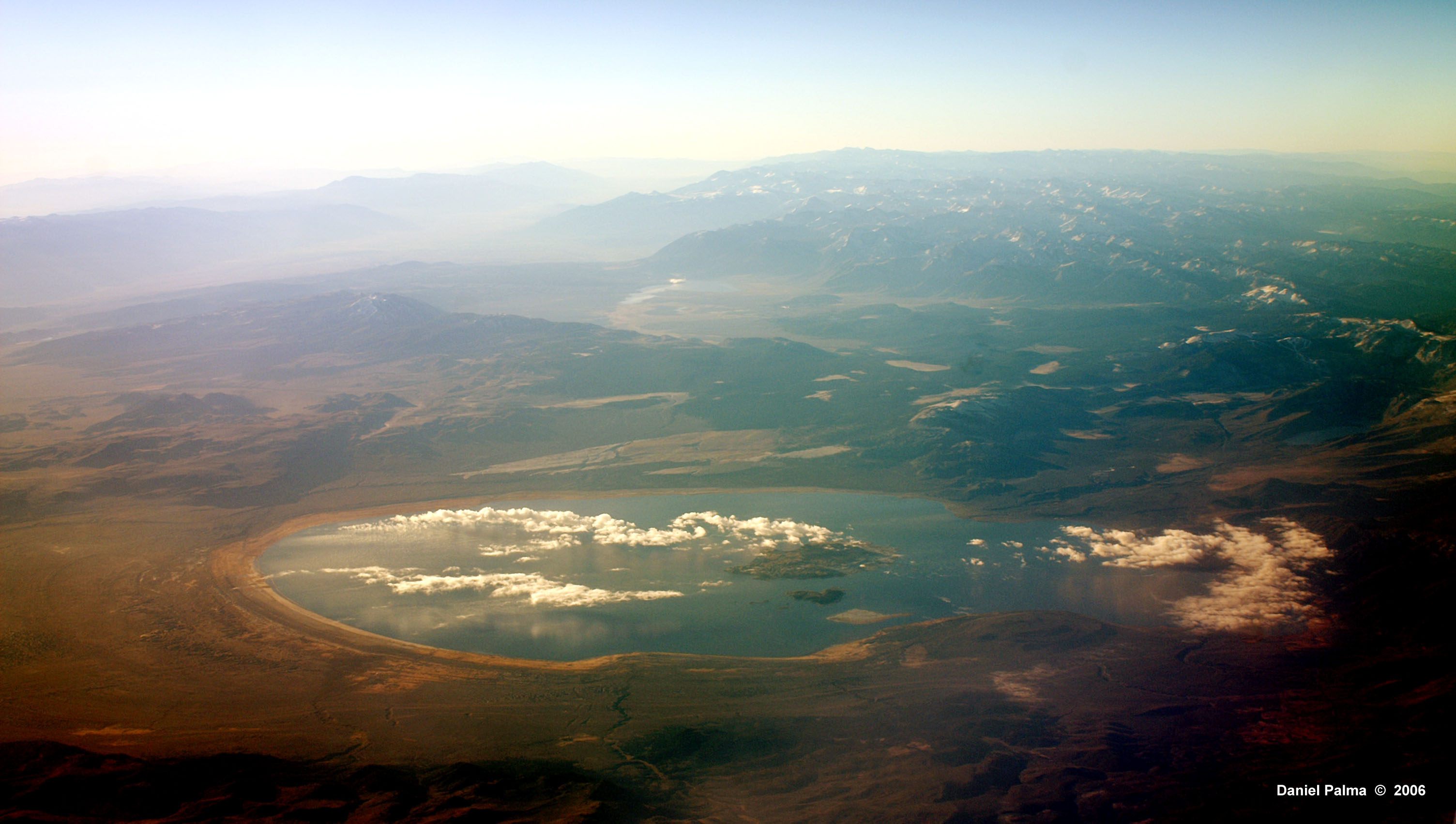
Vista do lago Mono a 32000 pés de altura.